# مرض بيروني
مرض بيروني من الأمراض التي تسبب القلق الشديد للرجال المصابين به. ويظهر المرض في صورة ألم وانحناء في القضيب أثناء عملية الانتصاب، وقد يؤدي إلى قصر طول القضيب أو تشوه القضيب. ويرجع ذلك إلى حدوث التهابات وتليفات في غلاف القضيب. ولذلك فالمرض له تأثير نفسي شديد على المصاب.
تبلغ نسبة الإصابة بالمرض 1 - 3 % تقريبا. أي أنه رجل إلى ثلاثة رجال من بين كل 100 رجل يصابون بالمرض. ومرض بيروني أكثر انتشارا في الرجال في سن 55 عام تقريبا. وقد يولد الرجل بانحناء في القضيب، لكن لا يعتبر ذلك مرض بيروني.
ترجع تسمية مرض بيروني إلى جراح الملك لويس الرابع عشر ملك فرنسا «فرانسواه دو لا بيروني Francois de la Peyronie». فهو أول من اكتشف المرض وعلاجه في عام 1743.
تختلف درجة حدة المرض. فنسبة قليلة من الرجال المصابين بذلك المرض يكونوا غير قادرين على ممارسة العملية الجنسية. فقد يؤثر على عملية الانتصاب ويؤدي إلى عدم صلابة القضيب بالقدر اللازم للأداء الجنسي. لكن نادرا ما يؤدي المرض إلى العجز الكامل لعملية الانتصاب impotence.
بعض الحالات تكون بسيطة ويتم الشفاء تلقائيا بدون علاج خلال سنة تقريبا من بداية المرض. لكن أغلب الحالات ينتج عنها على الأقل درجة اعوجاج (انحناء) دائم في القضيب.
و كثيرا ما يلاحظ المريض وجود كتلة صغيرة في القضيب. وقد يطرأ على ذهن بعض المرضى أنها ورم سرطاني ويصاب المريض بالذعر، لكنها بالطبع ليست ورم سرطاني.
و يهدف علاج المرض الحفاظ على الوظيفة الجنسية للمصاب. وفي بعض الحالات عندما يزداد تشوه القضيب على المدى الطويل يتم اللجوء إلى الجراحة.
مرض بيروني لا يكون مصاحبا له أي أمراض أخرى في أجهزة الجسم المختلفة. فقط 10 - 20 % من الحالات يصابون بتليف في الأيدي (تقلصات دوبويترن Dupuytren’s contractures) أو القدم.
أسباب مرض بيروني
الجسمين الكهفيين والذين يتمثلون في اسطوانتان تشبه الحجرة البالونية يجب أن يمتلئوا بالدم كي يحدث الانتصاب. والنسيج الذي يمثل الغلاف الذي يحيط بالقضيب يعطي الصلابة فقط عندما يكون في أعلى درجة من التمدد. فذلك الغلاف بالرغم من أنه مطاطي إلا إنه يعطي صلابة قوية عندما يتمدد إلى درجة معينة، فهو عبارة عن ألياف متشابكة من الأنسجة الرابطة القوية. وهذه الألياف القوية تتحكم في درجة التوسع وتحدد شكل القضيب المنتصب وتؤدي إلى الصلابة الهيكلية للقضيب أثناء الانتصاب.
و مرض بيروني يصيب الجدار الخارجي للجسمين الكهفيين tunica albuginea. فهو يؤدي إلى وجود كتلة أو زيادة سمك هذا النسيج الليفي مما يعوق التمدد الطبيعي للقضيب أثناء الانتصاب ويؤدي إلى انحنائه إلى أحد الجانبين أو إلى أعلى. وتكون تلك الكتلة أو التليف الزائد في جدار القضيب بسبب إما تكرار الالتهابات في المراحل الأولى للمرض، أو نتيجة تليف دائم في المراحل المتقدمة من المرض.
وجدت الدراسات المجهرية والكيميائية أن تلك الكتلة الموجودة في غلاف القضيب تمثل مراحل عملية التئام الجرح نتيجة تمزق قد تعرض له. ويكون التئام الجرح غير صحيح في الكثير من الحالات. فمن أسباب مرض بيروني إصابة القضيب بتمزق أثناء عملية الانتصاب. وقد يكون ذلك نتيجة التواء مؤلم غير متوقع للقضيب أثناء الأداء الجنسي أو نتيجة تمزق للأجسام الكهفية بالقضيب. ويؤدي ذلك إلى فقد فوري لعملية الانتصاب ويلاحقه انتفاخ شديد.
و من المحتمل أن يكون كل الرجال النشيطين جنسيا يتعرضون لدرجة معينة من التمزقات في بعض الأماكن الضعيفة نسبيا أثناء عملية الانتصاب.
إن التركيب التشريحي للأجسام الكهفية بالقضيب والغلاف المطاطي المحيط به يؤدي إلى صلابة القضيب أثناء الانتصاب. ومع تقدم العمر للرجل وبلوغ منتصف الخمسينات يبدأ ضعف مطاطية ذلك الغلاف المحيط بالقضيب وظهور مرض بيروني في سن منتصف الخمسينات. وغالبا تظهر تلك الكتل عند قمة القضيب.
مرض بيروني أكثر انتشارا في المصابين بمرض السكر، النقرس، انقباض Dupuytren’s contractures وهو تسمك وتليف في النسيج الليفي لراحة الكف. وتلك الأمراض تؤثر على عملية التئام الجروح بطريقة صحيحة. لذلك يعتقد أنها السبب في الالتئام الغير جيد للتمزقات التي تحدث للقضيب وبالتالي تحدث الإصابة بمرض بيروني.

## العلاج الدوائي لمرض بيروني
هناك العديد من الأدوية التي تستخدم لعلاج مرض بيروني. وتختلف درجة استجابة المريض للعلاج من شخص لأخر. وذلك لأسباب غير معروفة.
عامة التغير في مطاطية أنسجة القضيب الناتجة عن الالتهابات التي تحدث في مرض بيروني يمكن أن يتم علاجها. لكن هناك بعض الحالات التي يكون المرض فيها في مراحل متقدمة جدا وتكون نسيج ليفي قوي لا يجدي استعمال الأدوية معها. فالعلاج يكون فعال في المراحل الأولى للمرض فقط. وذلك تقريبا في خلال الستة أشهر الأولى للمرض.
في الستة أشهر الأولى للمرض يكون الانتصاب غالبا مؤلم. ومع الوقت حتى وإن لم يتم استخدام علاج فإن الألم يتلاشى تلقائيا. لكن المشكلة تكمن في الانحناء الذي يظهر بعد ذلك في القضيب والذي تختلف درجته من شخص لأخر.
و أغلب أنواع الأدوية تنجح في تحسن انحناء القضيب بنسبة 60% تقريبا. وهناك بعض العوامل التي تمنع تحسن ذلك الانحناء مثل تقلصات دوبويترن Dupuytren's contractures، وجود تليفات شديدة بالقضيب، أو كبر زاوية انحناء القضيب (أكبر من 45 درجة).
الأدوية المستخدمة في العلاج هي:
فيتامين فيتامين إي : ويعتبر مانع للتأكسد. ويستخدم لعلاج مرض بيروني منذ عام 1945.
البوتاسيوم أمينوبنزوات potassium para amino benzoate - POTABA: يعتقد أنه يخفض تكوّن الألياف من خلال خفضه للسيروتونين عبر زيادة استعمال الخلايا للأكسيجين وزيادة نشاط الأوكسيداز الأمينية الأحادية. لكن يحتاج استخدامه بجرعات عالية كي يعطي النتيجة المطلوبة. وقد تسبب تلك الجرعات العالية مشاكل معوية.
الكولشيسين Colchicine: وهو دواء يستخدم منذ عدة سنوات في علاج النقرس. ويمنع الالتهابات وتكون الأنسجة الليفية.
الفيراباميل Verapamil: يستخدم عن طريق الحقن المباشر في مكان الكتلة أو التسمك الزائد. ويؤثر على السيتوكين الذي يترافق مع المراحل الأولى من اندمال الجرح والتهابه ويزيد من نشاط الكولاجيناز المحلل للبروتينات.
الكولاجيناز Collagenase: ويقوم بالقضاء على الكتلة المتكونة بالقضيب.

## العلاج الجراحي لمرض بيروني
هناك أربع معايير أساسية يجب أن تتوافر في المريض كي يقوم بالجراحة:
شدة انحناء القضيب بحيث يتعارض مع الممارسة الجنسية.
تم إعطاء المريض فرصة للعلاج تلقائيا. وهذا يعني أن يكون المريض قد أخذ فرصة على الأقل 12 شهر من بدء المرض.
تم تجربة العلاج الدوائي ولم يعطي نتيجة.
أن تكون حالة المريض مستقرة. أي لا يكون هناك تغير في حدة المرض سواء إلى الأحسن أو إلى الأسوأ. فنتيجة العملية الجراحية تكون أفضل في حالات المرض المستقرة.
ما هي خطورة الجراحة؟
لا تعطي الجراحة علاج نهائي من مرض بيروني.
كل طريقة جراحية لها الأعراض الجانبية الخاصة بها.
من التغيرات التي قد تؤدي إليها الجراحة هي قصر طول القضيب أثناء الانتصاب. فالجراحة لا تؤدي إلى إرجاع القضيب إلى شكله وطوله الطبيعي.
بعض الطرق الجراحية تؤدي إلى قصر طول القضيب أكثر من غيرها.
بعض الطرق تكون أكثر فاعلية في أصلاح انحناء القضيب كليا.
نظرا للوضع التشريحي للأعصاب الحسية بالقضيب فإن الجراحة قد تؤثر على إحساس الجلد. وفي كثير من الحالات يحدث تغيرات في الإحساس بالجلد، لكنها تكون تغيرات مؤقتة ونادرا جدا ما تكون مستديمة.
من المخاطر التي يمكن أن تنتج عن الجراحة أيضا هي فقدان الصلابة أثناء الانتصاب أو عدم القدرة على الانتصاب.
تتمثل الطرق الجراحية في الآتي
طريقة نيسبيت The Nesbit procedure
و تتمثل في ضم الجانب المحدب من الانحناء. فيؤدي إلى تعوض النقص النسبي في الجانب المقعر للانحناء الموجود في غلاف القضيب tunica albuginea. وبذلك ينتهي الانحناء ويستقيم القضيب. وطول القضيب يقل بعض الشيء نتيجة تلك العملية. لكنها نادرا ما تسبب مشاكل في الانتصاب فيما بعد العملية الجراحية. ويمكن علاج قصر طول القضيب فيما بعد الجراحة باستخدام جهاز تكبير القضيب.
و تظل تلك الطريقة هي الخيار الأول في حالات الانحناء البسيط أو المعتدل.
الترقيع Tissue Grafts
تتضمن تلك الطريقة استبدال الجزء المتليف من جدار القضيب tunica albuginea أو توسعته بواسطة نسيج سليم مأخوذ من مكان أخر من الجسم. وتعتبر تلك الطريقة هي الأفضل في حالات الانحناء الشديدة.
الزرع Implant Surgery
و هي عبارة عن اسطوانات من البلاستيك سواء صلبة أو قابلة للانتفاخ يتم زرعها في الأجسام الكهفية للقضيب كي تؤدي وظيفة الانتصاب. وقد كانت تلك الطريقة هي الاختيار الأول في علاج مرض بيروني للمرضى الذين يواجهون مشاكل في عملية الانتصاب. لكن حاليا ومع وجود الطرق الطبية المختلفة لعلاج مشكلة الانتصاب فقد أصبح اللجوء إلى تلك الجراحة أقل مما قبل. وتظل فقط اختيار فعال لمن تفشل معهم كل الطرق الطبية الأخرى.